# Kylie Christmas
Kylie Christmas är Kylie Minogues trettonde studioalbum och första julalbum, som släpptes den 13 november 2015 av Parlophone. Det är ett album som består av tretton låtar och tre bonusspår. Kylie Christmas innehåller både coverversioner och originallåtar.

## Låtlista
| Nr  | Titel                                               | Kompositör                                       | Producent           | Längd |
| --- | --------------------------------------------------- | ------------------------------------------------ | ------------------- | ----- |
| 1.  | It's the Most Wonderful Time of the Year            | Edward Pola, George Wyle                         | Steve Anderson      | 2:44  |
| 2.  | Santa Claus Is Coming to Town (feat. Frank Sinatra) | Charles Pignone, Anderson                        | Stannard, Gallagher | 2:15  |
| 3.  | Winter Wonderland                                   | Felix Bernard, Richard B. Smith                  | Anderson            | 1:53  |
| 4.  | Christmas Wrapping (feat. Iggy Pop)                 | Chris Butler                                     | Anderson            | 5:05  |
| 5.  | Only You (feat. James Corden)                       | Vince Clarke                                     | Anderson            | 3:05  |
| 6.  | I'm Gonna Be Warm This Winter                       | Hank Hunter, Mark Barkan                         | Anderson            | 2:29  |
| 7.  | Every Day's Like Christmas                          | Mikkel Eriksen, Tor Erik Hermansen, Chris Martin | Stargate            | 4:13  |
| 8.  | Let It Snow                                         | Sammy Cahn, Jule Styne                           | Anderson            | 1:56  |
| 9.  | White December                                      | Kylie Minogue, Karen Poole, Matt Prime           | Prime               | 3:07  |
| 10. | 2000 Miles                                          | Chrissie Hynde                                   | Anderson            | 3:34  |
| 11. | Santa Baby                                          | Joan Javits, Philip Springer, Tony Springer      |                     | 3:22  |
| 12. | Christmas Isn't Christmas 'Til You Get Here         | Minogue, Anderson, Poole                         | Anderson            | 3:03  |
| 13. | Have Yourself a Merry Little Christmas              | Hugh Martin, Ralph Blane                         | Anderson            | 3:22  |

## Listplaceringar
| Lista (2015)                     | Högsta placering |
| -------------------------------- | ---------------- |
| Australien (ARIA Charts)         | 7                |
| Österrike (Ö3 Austria Top 40)    | 46               |
| Belgien (Ultratop Flandern)      | 23               |
| Belgien (Ultratop Vallonien)     | 53               |
| Tjeckien (ČNS IFPI)              | 18               |
| Nederländerna (MegaCharts)       | 41               |
| Frankrike (SNEP)                 | 76               |
| Tyskland (Media Control Charts)  | 34               |
| Ungarn (Mahasz)                  | 8                |
| Irland (IRMA)                    | 14               |
| Italien (FIMI)                   | 59               |
| Spanien (PROMUSICAE)             | 31               |
| Schweiz (Schweizer Hitparade)    | 51               |
| Sverige (Sverigetopplistan)      | 39               |
| Storbritannien (UK Albums Chart) | 12               |

## Släpphistoria
| Land              | Datum            | Format                      | Skivbolag                            |
| ----------------- | ---------------- | --------------------------- | ------------------------------------ |
| Över hela världen | 13 november 2015 | CD CD+ DVD Digital download | Parlophone Warner Bros. Warner Music |
| Över hela världen | 27 november 2015 | Vinyl                       | Parlophone Warner Bros. Warner Music |